# ژان پل
ژان پل (به آلمانی: Jean Paul) (زاده ۲۱ مارس ۱۷۶۳، وونزیدل - درگذشته ۱۴ نوامبر ۱۸۲۵، بایرویت) رمان‌نویس آلمانی بود.
نام اصلی او یوهان پاول فریدریش ریشتر (به آلمانی: Johann Paul Friedrich Richter) است. تغییر نام این نویسنده به‌خاطر علاقه و احترام خاص وی به ژان ژاک روسو است.

## کودکی و نوجوانی
یوهان پاول فریدریش ریشتر که بعداً نام خود را به ژان پل تغییر داد، در یک خانواده پروتستان چشم به جهان گشود. پدرش که به شغل آموزگاری و نوازندگی ارگ کلیسا اشتغال داشت از سال (۱۷۶۵) به سمت کشیشی در شهر یودیتس و سپس به درجه بالاتری در شهر شوارتزنباخ ارتقاء یافت. محیط مذهبی کلیسا و سخت‌گیری‌های پدر، دوران کودکی وی را دربرگرفت. بیش از هرکسی، معلم و کشیش کلیسای شهرستان همجوار در تربیت و آگاهی وی و آشنا کردن او به جنبش روشنگری، مؤثر بود. ژان پل علاوه بر تحصیل علم در مراکز آموزشی آن زمان، به خودآموزی نیز پرداخت و در سن پانزده سالگی از دانش وسیعی دربارهٔ کتاب‌های مختلف برخوردار بود. وی گلچینی از مندرجات کتب‌ها در چندین دفتر جمع‌آوری نمود. درسال(۱۷۷۹) در دبیرستانی در شهر هوف واقع در کنار رود زاله ثبت نام کرد و درهمانجا با دوست دوران جوانیش، یوهان برنارد هرمان آشنا شد. «هرمان» به عنوان نماد شخصیت‌های داستان‌های ژان پل در بیشتر آثارش حضور دارد. چند ماه پس از ورود وی به دبیرستان، پدر ژان درگذشت و او را در فقر و نابسامانی خانوادگی تنها گذاشت.

## سالهای دانشجویی
ژان پل در سال (۱۷۸۱) در دانشگاه لایپزیک در رشته الهیات ثبت نام کرد اما چندان علاقه‌ای به تحصیل در این رشته از خود بروز نداد و حرفه نویسندگی را پیشه خود ساخت. اولین تجارب ادبی خود را به سبک جاناثان سویفت در سال (۱۷۸۳ میلادی) به‌نام پروسه گرونلاند منتشر کرد. زان پس، دوران ناکامی ژان پل آغاز شد. در سال (۱۷۸۴ میلادی) اعلام ورشکستگی کرد و فرار از دست طلبکاران در دستورکار روزانه او قرار گرفت. سرانجام به خانه مادرش در هوف بازگشت. سال‌های تلخ زندگی ژان در کتاب «زیبنکز» به تصویر کشیده شده‌است. حادثه مرگ دوستش در سال (۱۷۸۶ میلادی) و خودکشی برادرش هاینریش در سال (۱۷۸۹) تؤام با فشار فقر، او را رنج می‌داد. سرانجام در سال (۱۷۸۷) با پولی که از تدریس خصوصی به دست آورد، به تدریج زندگیش رو به بهبودی گذاشت.

## آغاز اشتهار

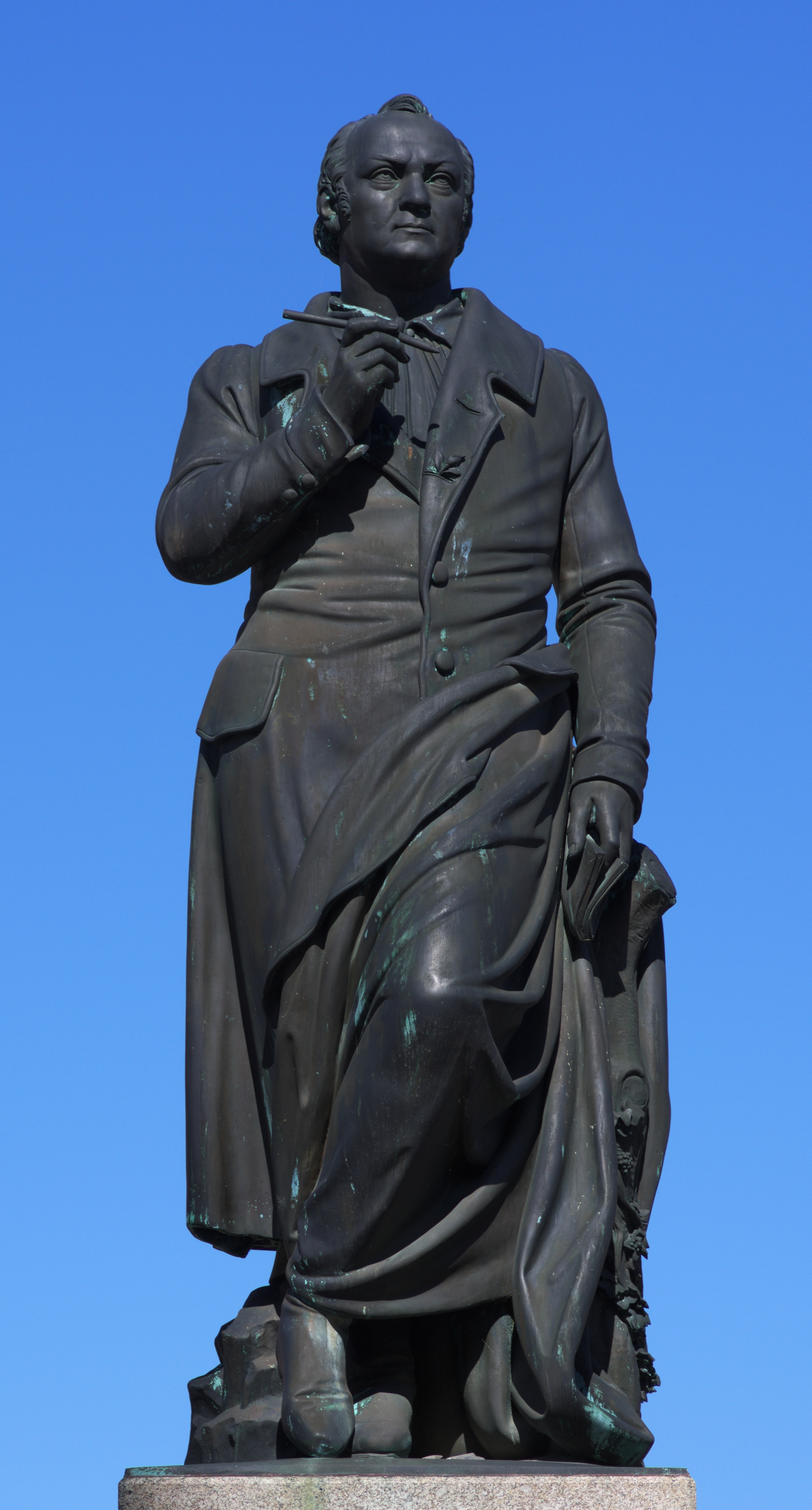
تصویری از بنای تاریخی برای یادبود ژان پل در بایرویت، این مجسمه توسط لودویگ مایکل شووانتلر در سال ۱۸۴۱ (میلادی) و در ۱۶ سالگرد درگذشت ژان پل پرده برداری شده‌است.

موفقیت ادبی ژان پل در سال (۱۷۹۳) با نوشتن کتاب لژ نامرئی، آغاز شد. کارل فیلیپس موریتس پس از خواندن پیش‌نویس رمان، نویسنده اش را برتر از یوهان ولفگانگ گوته ارزیابی کرد و با سفارش وی یک ناشر برلینی به‌سرعت آن را منتشر کرد. رمان لژ نامرئی اولین کتابی است که با نام «ژان پل» انتشار یافت و نویسنده بدین وسیله علاقه و صمیمیت قلبی خود را به ژان ژاک روسو اعلام کرد. در سال (۱۷۹۵ میلادی) رمان دیگری به نام هسپروس منتشر کرد که مورد اقبال جامعه ادبی آلمان و نویسندگانی مانند هردر، ویلاند و گلایم واقع شد. موضع نویسندگان کلاسیک آلمان یعنی گوته و شیلر در مواجهه با این رمان منفی بود.

## دوران شکوفائی
ژان پل به دعوت یکی از طرفداران با نفوذش به نام خانم شارلوته فن کالب عازم وایمار شد. وی در این مرکز فرهنگی زمان خود، به صور شایسته‌ای مورد استقبال قرار گرفت ولی رابطه او با گوته و شیلر همچنان سرد و گسسته باقی ماند. دو سال بعد ژان پل برای معرفی آثارش و این بار به عنوان یک نویسنده سرشناس راهی وایمار شد. اقامت در این شهر روابط عاشقانه‌ای به همراه داشت که از نظر اختلاف طبقاتی برای ژان پل، مردی که از ازدواج گریزان بود، مشکلات فراوانی ایجاد نمود. سرانجام در طی یک مسافرت به برلین، با همسر آینده خود، کارولینه مایر آشنا شده و در سال (۱۸۰۰ میلادی) به‌ازدواج تن داد. مسافرت به برلین ژان پل را به اوج شهرت و مکنت رساند. لوئیزه، ملکه پروس که از خوانندگان رمان‌های ژان پل بود وی را ترغیب به اقامت دایم در برلین نمود و او با قبول این پیشنهاد، در ماه اکتبر ۱۸۰۰ به این شهر نقل مکان کرد و با شخصیت‌های فرهنگی و فلسفی زمان خود مانند اشلگل، تیک، اشلایرماخر و فیشته طرح دوستی افکند.

## دوران پیری
ژان پل به تدریج از قله اشتهار به زیر آمد. رمان‌های تیتان و سال‌های خشونت که بین سال‌های (۱۸۰۰–۱۸۰۵) نوشته و منتشر شدند مورد توجه خوانندگانش واقع نشد گرچه در عصر حاضر این دو رمان از آثار پراهمیت او شناخته می‌شوند. ژان پل در سال (۱۸۰۴) برلین را به مقصد بایرویت ترک گفته و پس از توقف کوتاهی در شهرهای ماینینگن و کوبورگ، وارد بایرویت شد و زندگی جدیدی را در آنجا آغاز کرد. در مدت اقامت خود در بایرویت سفرهای کوتاهی به بامبرگ و هایدلبرگ نمود و با مشاهیر زمان خود، اِ. ت. آ. هوفمان و هگل آشنا شد. در سال (۱۸۱۷ میلادی) به‌پیشنهاد هگل، از دانشگاه هایدلبرگ درجه دکترای افتخاری دریافت کرد. نظرات سیاسی ژان پل مورد توجه دانشجویان میهن‌پرست قرار گرفت و او را به‌عنوان پیشوای معنوی سازمان‌های دانشجوئی انتخاب کردند. در سال (۱۸۱۷ میلادی) در هایدلبرگ و (۱۸۱۹ میلادی) در اشتوتگارت به‌عنوان محبوب‌ترین شاعر خلق آلمان برگزیده شد. آثار ادبی ژان پل در این دوره برخوردار از استحکام و درخشش کمتری است. در سال (۱۸۲۱ میلادی) در اثر مرگ فرزندش «ماکس»، بار دیگر ضربه‌ای دردناک بر او وارد شد و از نوشتن و خلق آثار ادبی دست کشید. ژان پل در سال‌های آخر زندگی در اثرابتلا به آب مروارید بینائی خود را از دست داد و سرانجام بیماری استسقاء، وی را از پا درآورد. ژان پل در روز (۱۴ نوامبر ۱۸۲۵ میلادی) دیده از جهان فروبست. وی پس از مرگش به‌سرعت از خاطره‌ها محو شد. آثار ژان پل به کوشش شاعر آلمانی قرن نوزدهم و بیستم، اشتفان گئورگه بار دیگر کشف و معرفی شد.

## محتوای ادبی

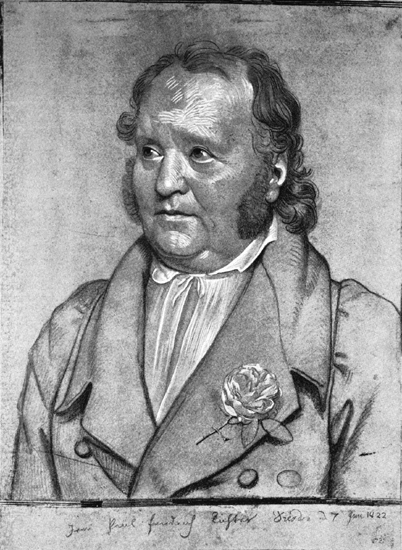
پرتره ژان پل فردریش ریشتر، 1822

مقام ژان پل در ادبیات آلمان به رتبه‌ای دوگانه دست یافته‌است. خوانندگان آثارش همیشه در دو جبهه مخالف قرار داشته‌اند. عده‌ای وی را شایسته احترامی خاص دانسته و دسته‌ای دیگر ارزشی بر آثارش ارزانی نداشتند. آگوست ویلهلم اشلگل دربارهٔ ژان پل می‌گوید: او در رمان‌هایش با خود سخن می‌گوید و خواننده را در این گفتگو سهیم می‌دارد.
خوانندگان رمان‌های ژان پل بیشتر از گروه بانوانند. دلیل این گرایش در نقشی است که شخصیت‌های مؤنث داستان‌های ژان پل به عهده دارند، این نقش پیوندی درونی با خواننده برقرار کرده و باعث جذب آن‌ها می‌شود. از محتوای رمان‌های ژان پل به خوبی درک می‌شود که وی نه تنها به ادبیات بلکه به ستاره‌شناسی و سایر علوم نیز توجه و آگاهی داشته‌است.
شیلر دربارهٔ او گفته‌است: «ژان پل همیشه برای من غریبه بوده‌است، مانند کسی که از کره ماه آمده باشد.». برعکس، هردر و ویلاند از او حمایت کرده و وی را محترم می‌داشتند. ژان پل یکی از نخستین مبلغین فلسفه شوپنهاور بوده‌است. برخی از نویسندگان قرن بیستم از سبک وی پیروی نموده و به حمایت او برخاسته‌اند. آرنو اشمیت می‌گوید: «من به خاطر او حاضرم با تمام دنیا دست به یقه شوم.»

## آثار
- Grönländische Prozesse طنز، ۱۷۸۳ تحت نام مستعار: هاسوس
- Auswahl aus des Teufels Papieren طنز، ۱۷۸۹ – تحت نام مستعار: هاسوس
- Die unsichtbare Loge. Eine Biographie. رمان، ۱۷۹۳
- Leben des vergnügten Schulmeisterlein Maria Wutz in Auenthal. Eine Art Idylle. حکایت، ۱۷۹۳
- Hesperus oder 45 Hundposttage. رمان - بیوگرافی، ۱۷۹۵
- Leben des Quintus Fixlein, aus funfzehn Zettelkästen gezogen; nebst einem Mustheil und einigen Jus de tablette. حکایت، ۱۷۹۶
- Siebenkäs/Blumen-, Frucht- und Dornenstücke oder Ehestand, Tod und Hochzeit des Armenadvokaten F. St. Siebenkäs im Reichsmarktflecken Kuhschnappel. رمان، ۱۷۹۶/۹۷
- Konjekturalbiographie. حکایت، ۱۷۹۸
- Titan. رمان، ۱۸۰۰/۱۸۰۳
- Vorschule der Ästhetik, nebst einigen Vorlesungen in Leipzig über die Parteien der Zeit. ،۱۸۰۴
- Flegeljahre. Eine Biographie. رمان، ۱۸۰۴/۱۸۰۵
- Levana oder Erziehlehre ،۱۸۰۷
- Des Feldpredigers Schmelzle Reise nach Flätz mit fortgehenden Noten; nebst der Beichte des Teufels bey einem Staatsmanne. حکایت، ۱۸۰۹
- Dr. Katzenbergers Badereise, nebst einer Auswahl verbesserter Werkchen. حکایت، ۱۸۰۹
- Leben Fibels, des Verfassers der Bienrodischen Fibel ،۱۸۱۲
- Der Komet, oder Nikolaus Marggraf. Eine komische Geschichte. رمان، ۱۸۲۰

## جایزه ژان پل
استان بایرن، جایزه بزرگ ادبیات این ایالت را به یادبود ژان پل به اسم او نام نهاده‌است (Jean-Paul-Preis). این جایزه هر دو سال یکبار به نویسندگان آلمانی زبان، به‌اضافه مبلغ پانزده هزار یورو اهدا می‌گردد.